# 根津芦丈
根津 芦丈（ねづ ろじょう、1874年（明治7年）12月27日 - 1968年（昭和43年）2月14日）は、日本の連句人・俳諧師。本名は根津 九市。長野県伊那谷生まれ。

## 略歴
1894年、京都八木芹舎の門人馬場凌冬の弟子となる。はじめ、先花庵青隣と号したが1897年凌冬より伝道の書を受けこの年芦丈に改めた。1902年凌冬急逝のあと下平可都三・茂木秋香・松永蝸堂らに教えを受けた。1918年蝸堂から連句に熱心の故をもって橘田春湖から蝸堂へと伝わった抱虚庵の庵号を贈られた。1959年から都心連句会指導。1961年信州大学文理学部で講演及び実作指導をなし、これを機に信大連句会が誕生し1967年まで毎月指導した。贅川他石・天野雨山・勝峯晋風・伊藤松宇らとも風交があった。門弟は清水瓢左・野村牛耳（野村愛正）・大林杣平・山路閑古・東明雅・高橋玄一郎など多数。

## 著書
- 『砧のひびき』 （1908年）
- 『露の秋草』（1914年）
- 『斧枕稿』（1914年）
- 『山一重』（蕉風社 1931年）
- 『麓の雰』（蕉風社 1934年）
- 『この一路』（甲陽書房 1961年）